# Alguna cosa salvatge
Alguna cosa salvatge (títol original: Something Wild), és una pel·lícula estatunidenca, dirigida per Jonathan Demme el 1986, protagonitzada per Melanie Griffith, Jeff Daniels i Ray Liotta.
Ha estat doblada al català
Va ser presentada fora de competició al Festival de Canes 1987.

## Argument
A Nova York, Charles, jove vicepresident de banca, ingenu i introvertit, li agrada tenir emocions abandonant els bars sense pagar. Atreu així l'atenció de Lulu, una morena de look extravagant, fogosa i ultra-sexy, que el porta al seu cotxe. Malgrat les seves balbucients protestes amb relació a l'esposa i el treball, Charles es deixa portar en un equip delirant, desorganitzat, un road movie ric en emocions inèdites: conducta kamikaze, alcohol al volant, robatori a caixes registradores, marxar sense pagar, T-shirt tot esmicolat, relacions sexuals amb manilles, sortida de carretera, autoestopistes bramant Wild Thing... Qui és Lulu? On vol anar? Inquieta al començament, la seva sensual amant és imprevisible, i Charles acaba per prendre gust a aquest nou estil de vida perillós i excitant. Enamorat de Lulu, envia a dida esposa, fills, partits d'esquaix, deduccions fiscals, elevades responsabilitats i brillant carrera.
Arriben a la ciutat d'infantesa de Lulu, a Pennsylvània. Lulu presenta Charles a la seva mare com el seu marit. Lulu es diu en realitat Audrey i, de morena dona fatal de cabells mig llargs, es metamorfosa en una prudent noia rossa de cabells curts, amb la roba dels seus divuit anys. Porta Charles al ball de les àvies de la seva escola.

## Repartiment
- Jeff Daniels: Charles Driggs
- Melanie Griffith: Audrey Hankel / Lulu
- Ray Liotta: Ray Sinclair
- Jack Gilpin: Larry Dillman
- Margaret Colin: Irene
- Tracey Walter: El venedor de alcohol
- Sabut Tissue: Peggy Dillman
- Robert Ridgely: Richard Greus
- Kristin Olsen: Tracy
- John Sayles: El policia a moto
- John Waters: El venedor de cotxes d'ocasió
- Charles Napier: El cap cuiner furiós
- Adelle Lutz: Rosa
- Sister Carol: Dottie
- The Feelies: The Willies

## Premis i nominacions

### Globus d'Or 1987
- Nominat pel Globus d'Or al millor actor musical o còmic: Jeff Daniels
- Nominada pel Globus d'Or a la millor actriu musical o còmica: Melanie Griffith
- Nominat pel Globus d'Or al millor actor secundari: Ray Liotta

### Edgar Awards 1987
Premi Edgar-Allan-Poe al millor guió: E. Max Frye

### Boston Society of Film Critics Award 1986
Premiat amb el Boston Society of Film Critics Award pel millor segon paper: Ray Liotta